# Wario
Wario (ワリオ en japonès) és un personatge fictici de videojocs creat per Nintendo que apareix en els jocs de l'univers Mario. És un dels seus germans. En principis va ser creat com una antítesi d'en Mario, però llavors va passar a ser protagonista dels seus propis jocs. En Wario va aparèixer per primera vegada el 1992, al joc Super Mario Land 2: 6 Golden Coins per a la consola Game Boy, en el qual era el brètol principal que en Mario havia de derrotar.
El nom Wario sembla (i, mirat d'una manera, ho és) que està tret de Mario, canviant-li la M per una W. Però mirant-s'ho d'una altra manera prové de warui, en japonès, "dolent". Mirant-s'ho així, es veu que han volgut fer-lo un Mario Dolent.

## Jocs
Wario disposa de dues sèries en activitat: Wario Land i WarioWare. La sèrie Wario Land conté dos videojocs correlatius sense el nom Wario Land (Wario World i Wario: Master of Disguise). Tanmateix, Wario Land: The Shake Dimension, joc posterior per a Wii, s'identifica com a Wario Land arreu del món.
La sèrie WarioWare començà com a WarioWare, Inc. a Europa i Amèrica del Nord, però el seu segon joc ja s'identifica com a WarioWare. Un dels microjocs de la saga, Paper Airplane Chase, és un videojoc de DSiWare, el qual s'ha millorat.